# کتاب سروده‌ها

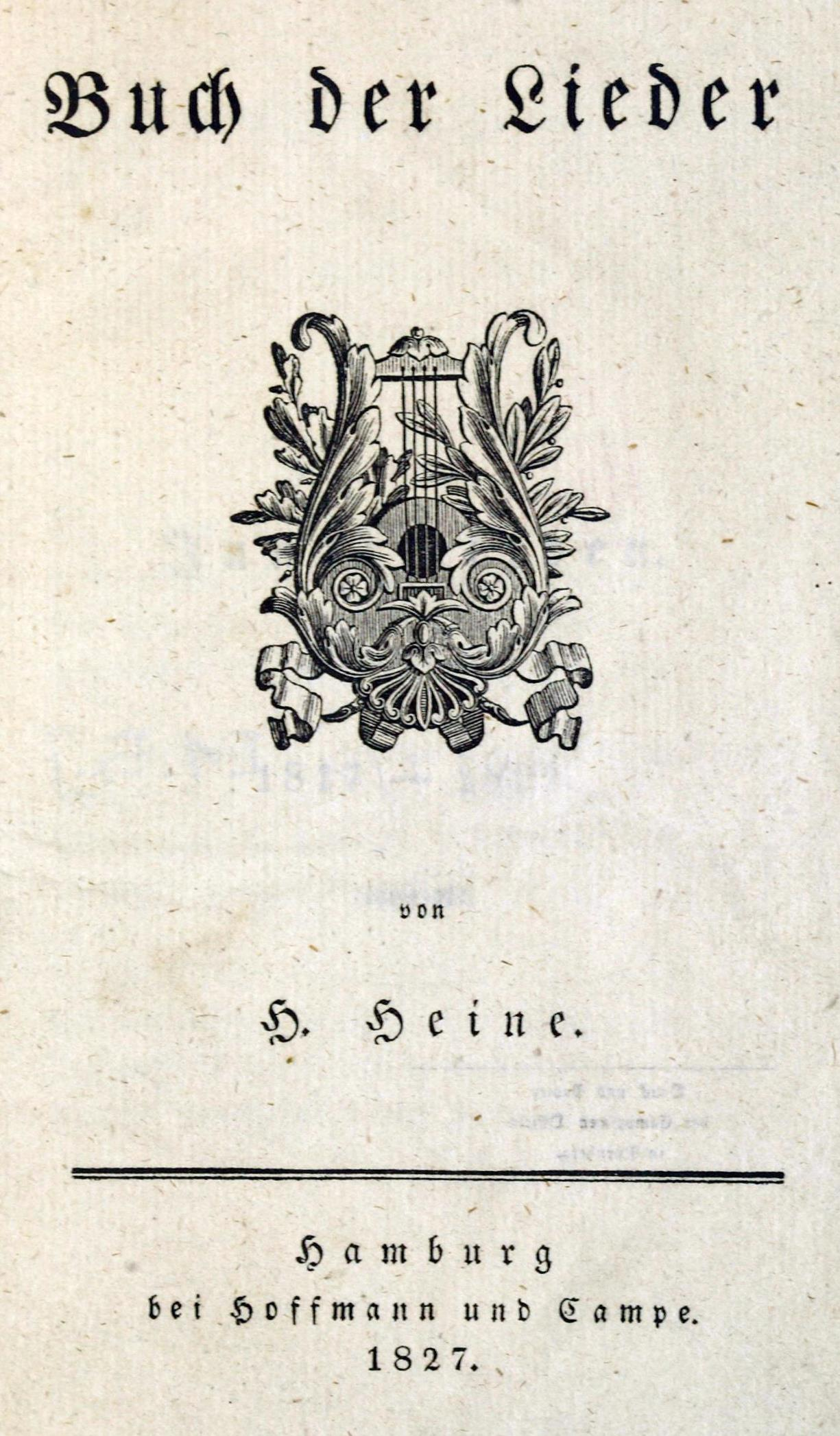
جلد کتاب

کتاب سروده‌ها (به آلمانی: Buch der Lieder) اثری از هاینریش هاینه، شاعر قرن ۱۹ام میلادی اهل آلمان است. این کتاب در بین سال‌های ۱۸۱۷ تا ۱۸۲۶ نوشته و در سال ۱۸۲۷ منتشر شده‌است. این کتاب اولین اثر تکی وی است و به ثبت وی به عنوان یکی از شاعران به‌نام آلمانی کمک شایانی کرده‌است. او در قسمتی از بحش ۱۳ ام این کتاب، با افتخار بیان می‌کند: من شاعری آلمانی هستم، در داخل کشورم معروف، اگر نام بزرگان را بیاورند، نام من هم خواهد آمد. با وجود اینکه این نوشته محبوبیت خود را وامدار دورهٔ رومانتیک پیش از خود، به خصوص کتاب شیپور جادویی پسرک (به آلمانی: Des Knaben Wunderhorn) اثر کلمنز برنتانتو و آخیم فون آرنیم است، هاینه باید استقلال و نوع خاص شعر خود را نشان می‌داد. همانطور که بعدها او می‌گوید:با آمدن من دورهٔ قدیمی شعر گویی به پایان رسید، در حالی که در همان زمان دورهٔ مدرن مشاعره با من آغاز شد.